# Летище Нюрнберг
Летище Нюрнберг (IATA: NUE, ICAO: EDDN) е международното летище на франконския метрополисен регион на Нюрнберг и второто най-натоварено летище в Бавария след мюнхенското. С около 4,2 милиона пътници, обслужени през 2017, това десетото по натовареност летище в Германия. Разположено е на приблизително 5 км северно от центъра на Нюрнберг и предлага полети както в Германия, така и до популярни европейски дестинации, предимно на Средиземноморието, Канарските острови и Египет.

## История
Нюрнбергското летище е първото летище, построено в Германия след Втората световна война. Официално е открито на 6 април 1955. През 1960 г. броят на пътниците на летището достига 100.000 за първи път. През 1961 г. пистата е разширена от 1900 на 2300 метра, а през 1968 г. е разширена още веднъж до настоящата си дължина от 2700 метра, позолявайки кацането на джъмбо джетове. На 12 юли 1970 г. Боинг 747 каца на летището за първи път и привлича 20.000 посетители.

## Авиокомпании и дестинации
| Авиокомпания                    | Дестинации |
| ------------------------------- | --- |
| Аджиън Еърлайнс                 | Сезонно: Солун |
| Ер Франс                        | летище Антоан дьо Сент Екзюпери, летище Шарл дьо Гол |
| Астра Еърлайнс                  | Сезонен чартърен: Солун |
| Бритиш Еъруейс                  | Сезонно: Лондон Гатуик |
| Българиан еър чартър            | Сезонен чартърен: Бургас, Варна |
| Кондор                          | Сезонно: Анталия Сезонен чартърен: Дубай Ал-Мактум |
| Корендон Еърлайнс               | Сезонно: Анталия, Ираклио |
| Евроуингс                       | Берлин Тегел, Дюселдорф, Хамбург, Палма де Майорка, Виена Сезонно: Катания-Фонтанароса, Ираклио, Олбия Коста Смералда |
| flybmi                          | Брюксел |
| FlyEgypt                        | Сезонен чартърен: Шарм еш-Шейх |
| FlyErbil                        | Ербил, Киев Жуляни |
| Germania                        | Анталия, Атина, Фуертевентура, Мадейра, Гран Канария, Хургада, Ланзароте, Марса Алам, Палма де Майорка, Пафос, Тел Авив Бен Гурион, Тенерифе-Юг Сезонно:Агадир (от 6 ноември 2018), Бастия, Бургас, Корфу, Фаро, Ираклио, Ибиза, Кос, Ла Палма, Монастир, Рейкявик-Кеплавик, Родос, Самос, Солун, Варна |
| KLM                             | Амстердам |
| Laudamotion                     | Сезонно: Палма де Майорка |
| ЛОТ Полски авиолинии            | Варшава-Шопен |
| Луфтханза                       | Франкфурт, Мюнхен |
| Онур Еър                        | Сезонно: Адана, Анталия |
| Пегасус Еърлайнс                | Истанбул–Сабиха Гьокчен Сезонно: Анталия, Измир |
| Райънеър                        | Бари, Бергамо, Будапеща, Краков, Лондон-Станстед, Мадрид, Малта, Манчестър, Маракеш (от 30 октомври 2018), Палермо, Порто, Рим-Чампино, Солун, Вилнюс Сезонно: Аликанте, Малага |
| Смол планет еърлайнс (Германия) | Сезонен чартърен: Марса Алам |
| Сън Експрес                     | Анталия Сезонно: Измир |
| Сън Експрес Дойчланд            | Фуертевентура, Хургада Сезонно: Бургас, Варна, Ираклио |
| Суис интернешънъл еърлайнс      | Цюрих |
| TUIfly Deutschland              | Фуертевентура, Гран, Канария, Тенерифе-Юг Сезонно: Корфу, Даламан, Ираклио, Кос, Менорка, Палма де Майорка |
| Turkish Airlines                | Истанбул-Ататюрк |
| Vueling                         | Барселона |
| WizzAir                         | Букурещ, Клуж-Напока, Киев-Жуляни, Сибиу, Скопие Сезонно: София |